# Leila Consuelo Martinez Ortega
Leila Consuelo Martinez Ortega (* 27. April 1994 in Havanna) ist eine kubanische Beachvolleyballspielerin.

## Karriere
Leila spielte von 2012 bis 2016 mit Lianma Flores Stable. Auf der kontinentalen Turnierserie erreichten sie 2012 und 2013 in Varadero jeweils das Finale und gewannen 2014 dieses Turnier. Außerdem wurden sie 2014 Vierte in Guatemala-Stadt, Dritte in Antigua Guatemala und Zweite in Trinidad und Tobago. 2015 nahmen sie nach einem siebten Platz in Grand Cayman an der Weltmeisterschaft in den Niederlanden teil, wo sie als einer der schlechteren Gruppendritten nach der Vorrunde ausschieden. Bei den Panamerikanischen Spielen 2015 mussten sie sich erst im Finale dem argentinischen Duo Gallay/Klug geschlagen geben. Beim kontinentalen Turnier in Varadero spielte Leila mit Lidiannis Echeverria Benitez und wurde Zweite. 2016 wurden Leila/Lianma in der südamerikanischen Serie Dritte in Guatemala-Stadt, gewannen das Turnier in Punta Cana und belegten in Varadero den vierten Rang.
2017 spielte Leila wieder mit Echeverria. In der NORCECA-Serie gelangen Echeverria/Leila Turniersiege in La Paz und Grand Cayman sowie ein zweiter Rang in Varadero. Über die NORCECA-Vorentscheidung qualifizierten sie sich für die Weltmeisterschaft 2017 in Wien. Dort verloren sie in der Vorrunde unter anderem gegen das deutsche Duo Laboureur/Sude, erreichten aber als „Lucky Loser“ die KO-Runde. Hier besiegten sie die Niederländerinnen Meppelink/van Gestel und schieden anschließend im Achtelfinale nach einer Niederlage gegen die Kanadierinnen Wilkerson/Bansley aus.
Seit 2018 spielt Leila mit Mailen Deliz Tamayo.